# Europejski długodystansowy szlak pieszy E6

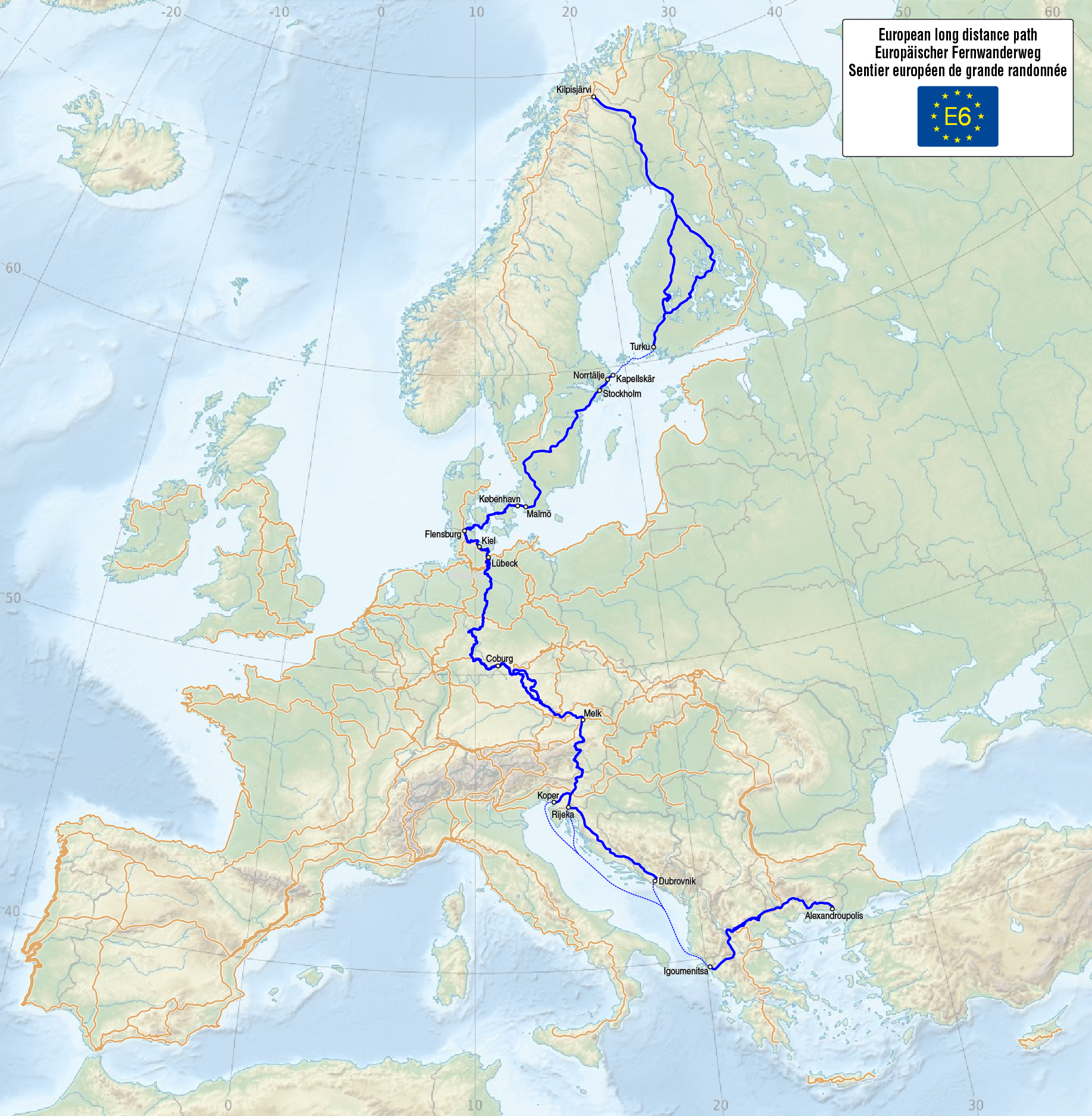
Mapa szlaku E6

Europejski długodystansowy szlak pieszy oznaczony symbolem E6 jest znakowanym szlakiem turystycznym, jednym z 11 europejskich szlaków wędrówkowych. Długość szlaku wynosi 7300 km.

## Przebieg szlaku
Przybliżony przebieg: Finlandia (Kilpisjärvi) – Szwecja – Dania – Niemcy – Czechy – Austria – Słowenia – Grecja (Alexandroupolis)